# Kenny Pavey
Kenneth Steven 'Kenny' Pavey (Londen, 23 augustus 1979) is een Engelse profvoetballer, spelend voor het Zweedse Assyriska en voorheen bij AIK Fotboll.

## Carrière
Pavey begon met voetballen bij Affenley FC en vertrok daarna naar Millwall FC. Hij belandde daarna als junior bij Sittingbourne F.C., waar hij debuteerde in de hoofdmacht. Een transfer naar Premier League club Aston Villa leek in de maak rond 1998, maar de clubs kwamen werden het niet eens over de transfersom. Pavey verruilde de club daarop voor Ljungskile SK in Zweden, waar hij tot 2005 bleef.

### AIK
In oktober 2005 tekende Pavey bij AIK Fotboll. In het eerste seizoen bij AIK werd hij voornamelijk als invaller gebruikt. In de seizoenen die volgden dwong Pavey vaker een basisplaats af. In het seizoen 2009 wist hij met AIK zowel de landstitel als de Zweedse cup te winnen. In deze cupfinale, tussen AIK - IFK Gotenborg, heeft hij een belangrijk aandeel in de 2-0-overwinning.
Nadat zijn contract afliep bij AIK in 2011, tekende Pavey een eenjarig contract bij zijn voormalige club Ljungskile. Hij maakte 9 doelpunten in 17 wedstrijden in het seizoen 2012 in de tweede divisie (Superatan). In 2013 tekende hij een tweejarig contract bij Östers IF. Op 15 januari 2014 werd bekend dat hij terugkeerde naar zijn oude club AIK Fotboll.

## Erelijst
AIK Fotboll
- Landskampioen Allsvenskan

2009
- Svenska Cupen

2009